# David Britton
David "Dave" Britton (nacido el 26 de agosto de 1958 en el Bronx, Nueva York) es un exjugador de baloncesto estadounidense que disputó una temporada en la NBA. Con 1,93 metros de estatura, jugaba en la posición de base.

## Trayectoria deportiva

### Universidad
Jugó durante cuatro temporadas con los Aggies de la Universidad de Texas A&M, en las que promedió 11,1 puntos, 3,1 rebotes y 2,9 asistencias por partido. En su última temporada fue elegido mejor jugador del torneo de la Southwest Conference. Posee además el récord de más asistencias de su equipo en un partido del Torneo de la NCAA, con 7.

### Profesional
Fue elegido en la quincuagésimo séptima posición del Draft de la NBA de 1980 por Dallas Mavericks, pero finalmente no fue incluido en el equipo, firmando en el mes de diciembre un contrato por 10 días como agente libre por los Washington Bullets, con los que únicamente llegó a disputar dos partidos, en los que promedió 2,0 puntos y 1,5 asistencias.

## Estadísticas de su carrera en la NBA

### Temporada regular
| Temporada | Edad | Equipo             | Liga | P | TIT | MIN | TC  | TCA | %TC  | 3P  | 3PA | %3P | TL  | TLA | %TL | R.OF. | R.DEF. | REB | ASIS | ROB | TAP | PER | FP  | PTS |
| 1980-81   | 22   | Washington Bullets | NBA  | 2 |     | 4.5 | 1.0 | 1.5 | .667 | 0.0 | 0.0 |     | 0.0 | 0.0 |     | 0.0   | 1.0    | 1.0 | 1.5  | 0.5 | 0.0 | 1.0 | 1.0 | 2.0 |
| Total     |      |                    | NBA  | 2 |     | 4.5 | 1.0 | 1.5 | .667 | 0.0 | 0.0 |     | 0.0 | 0.0 |     | 0.0   | 1.0    | 1.0 | 1.5  | 0.5 | 0.0 | 1.0 | 1.0 | 2.0 |